# Nixa
Nixa è un comune degli Stati Uniti d'America, situato nello Stato del Missouri, nella contea di Christian.